# 珠尔梅特格钦楞寺
珠尔梅特格钦楞寺（Jürmedtegchinlen khiid），位于蒙古国乌兰巴托，是一座藏传佛教格鲁派寺院。

## 简介
该寺位于乌兰巴托的松根海尔汗区。该寺的堪布喇嘛（khamba lama）曾为哈尔呼格·嘎丹（Kharkhüügiin Gaadan），直到1990年他一直是甘丹寺住持兼蒙古人民共和国宗教领袖，他还是亚洲佛教和平会议（Asian Buddhist Conference for Peace）主席。